# Geoff Capes
Geoffrey ("Geoff") Lewis Capes (Holbeach, Lincolnshire, 23 de agosto de 1949 – 23 de outubro de 2024) foi um antigo atleta britânico, que foi praticante de arremesso de peso e também de atletismo de força.

## Carreira no atletismo de estádio
Capes cresceu nos brejos de Lincolnshire, onde desenvolveu o gosto pelas atividades ao ar livre, pelos animais e também pelo desporto. Em 1970 ingressou na escola de polícia de Cambridgeshire, tendo desempenhado essa profissão durante dez anos.
Ao mesmo tempo, Capes tornava-se um lançador de peso de sucesso no seu país, onde foi campeão nacional em 10 consecutivos. Ao longo da década de 1970, alargou o prestígio ao campo internacional, tendo ganho dois títulos da Commonwealth e outros tantos nos Campeonato Europeu de Atletismo em Pista Coberta.  
A sua primeira experiência olímpica aconteceu nos Jogos de Munique 1972, onde não passou da fase de qualificação. Quatro anos mais tarde, em Montreal, chegou à final onde um arremesso de 20.36 m não lhe permitiu melhor do que a sexta posição.
No inverno de 1979 alcança a sua sexta medalha em outras tantas edições dos Campeonatos da Europa em Pista Coberta. No ano seguinte, em maio, concretiza o seu melhor arremesso de sempre, ao lançar o peso a 21,68 m, marca que lhe valeria um recorde britânico que haveria de durar 23 anos. Este registo conferia-lhe o papel de favorito para a medalha de ouro nos Jogos Olímpicos de 1980, já que era, por larga margem, a melhor marca do ano até então. Contudo, a sua prestação na final olímpica não viria a confirmar esse favoritismo, quedando-se por um decepcionante quinto lugar com 20,50 m.

## Carreira no atletismo de força
Após a decepção de Moscovo 1980, Capes decidiu abraçar uma carreira profissional de atleta de força. Ele já tinha começado a fazer seu nome como um homem forte, tendo vencido o Strongest Man inaugural da Grã-Bretanha em 1979. Em 1980 participou da versão europeia de Stongman, tornando-se campeão, resultando em convite para participar da competição do World's Strongest Man de 1980, onde ficou em terceiro lugar atrás do mais experiente Bill Kazmaier e Lars Hedlund. Em 1982, foi vice-campeão, atrás de Bill Kazmaier. em 1982 ficou em quarto lugar. E em 1983 levou o título de World's Strongest Man (em português: o homem mais forte do mundo), repetindo o feito em 1985.

## Morte
Capes morreu no dia 23 de outubro de 2024, aos 75 anos.